# Orchesia castanea
Orchesia castanea là một loài bọ cánh cứng trong họ Melandryidae. Loài này được Melsheimer miêu tả khoa học năm 1846.